# Moustier-en-Fagne
Moustier-en-Fagne (Nederlands: Veenmunster) is een gemeente in het Franse Noorderdepartement (regio Hauts-de-France) en telt 65 inwoners (2009). De plaats maakt deel uit van het arrondissement Avesnes-sur-Helpe.

## Geografie
De oppervlakte van Moustier-en-Fagne bedraagt 7,4 km², de bevolkingsdichtheid is dus 8,8 inwoners per km².
De onderstaande kaart toont de ligging van Moustier-en-Fagne met de belangrijkste infrastructuur en aangrenzende gemeenten.

## Demografie
Onderstaande figuur toont het verloop van het inwonertal (bron: INSEE-tellingen).